# 田所昌幸
田所 昌幸（たどころ まさゆき、1956年5月27日 - ）は、日本の国際政治学者。国際大学大学院国際関係学研究科教授(特任教授)。慶應義塾大学法学部名誉教授。専門は、国際政治学。大阪府出身。

## 学歴
- 1979年 京都大学法学部卒業（高坂正堯に師事）[2][3]
- 1981年 同大学大学院法学研究科修士課程修了
- 1983年 ロンドン・スクール・オブ・エコノミクス修了
- 1984年 京都大学大学院法学研究科博士後期課程中途退学
- 1998年 博士（法学）（京都大学、学位論文『国連財政 -予算面から見た国連の実像』）

## 研究歴
- 1984年 京都大学法学部助手
- 1987年 同大学退職、姫路獨協大学法学部助教授（のち教授）
- 1988年-1989年 ジョンズ・ホプキンズ大学SAIS（国際問題研究高等大学院）客員研究員
- 1991年 ピッツバーグ大学ジョーンズタウン校客員教授
- 1993年-1994年 ニューヨーク市立大学ラリフバンチ国連研究所客員研究員
- 1997年 姫路独協大学退職、防衛大学校教授
- 2002年 同大学校退職、慶應義塾大学法学部教授
- 2022年 国際大学大学院国際関係学研究科特任教授

## 著書

### 単著
- 『国連財政――予算から見た国連の実像』（有斐閣, 1996年）
- 『「アメリカ」を超えたドル――金融グローバリゼーションと通貨外交』（中央公論新社「中公叢書」, 2001年, サントリー学芸賞受賞）
- 『国際政治経済学』（名古屋大学出版会, 2008年, 政治研究櫻田會奨励賞受賞）
- 『越境の国際政治　国境を越える人々と国家間関係』（有斐閣, 2018年）

### 共著・編著
- 木村昌人共著 『外国人特派員――こうして日本イメージは形成される』（日本放送出版協会「NHKブックス」, 1998年）
- 『ロイヤル・ネイヴィーとパクス・ブリタニカ』（有斐閣, 2006年）
- 『台頭するインド・中国――相互作用と戦略的意義』（千倉書房, 2015年）
- 『素顔の現代インド　東アジア研究所講座』（慶應義塾大学東アジア研究所, 2021年）
- 相良祥之共著『国際政治経済学［第2版］』（名古屋大学出版会, 2024年）

### 共編著
- （添谷芳秀）『現代東アジアと日本（1）日本の東アジア構想』（慶應義塾大学出版会, 2004年）
- （城山英明）『国際機関と日本――活動分析と評価』（日本経済評論社, 2004年）
- （阿川尚之）『海洋国家としてのアメリカ――パクス・アメリカーナへの道』（千倉書房，2013年）
- （添谷芳秀・デイヴィッド・A・ウェルチ）『「普通」の国 日本』（千倉書房, 2014年）
- （北岡伸一・細谷雄一）『新しい地政学』（東洋経済新報社、2020年）

### 訳書
- レイモン・アロン『世紀末の国際関係――アロンの最後のメッセージ』（昭和堂, 1986年）
- ジェームズ・メイヨール『世界政治――進歩と限界』（勁草書房、2009年）
- デイヴィッド・A・ウェルチ『苦渋の選択――対外政策変更に関する理論』（千倉書房、2016年）